# Javier Echevarría Rodríguez
Javier Echevarría Rodríguez, född 14 juni 1932 i Madrid, död 12 december 2016 i Rom, var en spansk romersk-katolsk biskop. Han var Opus Deis prelat, det vill säga ledare, från 1994 till 2016. Han efterträdde biskop Álvaro del Portillo.